# Green Ice
Green Ice (Hielo verde en España o El robo de las esmeraldas en México) es una película de aventuras británica de 1981 dirigida por Ernest Day y protagonizada Ryan O'Neal, Anne Archer y Omar Sharif. La novela homónima de Gerald A. Browne es la base de este filme. También fue estrenado bajo el nombre  la Operación Hielo Verde.

## Argumento
Un experto electrónico llamado Wiley se marcha de Nueva York a la Ciudad de México en busca de aventuras. Allí encuentra a la bella Holbrook, que está buscando a su hermana desaparecida Kerry. Él se enamora de ella con el tiempo y juntos descubren, que Kerry fue asesinada en Colombia junto a otros por contrabando de esmeraldas, también conocido como hielo verde. Por ello Holbrook busca vengarse y ambos se meten por ello en el negocio mortal de las esmeraldas.  
En sus investigaciones al respecto ellos descubren al extraño y misterioso Menon Argenti, el líder en el comercio de las esmeraldas en Colombia, el cual contrata a Wiley para poder mejorar su sistema de seguridad en su compañía, mientras que ella crea una relación personal falsa con él para poder sacarle información sobre lo ocurrido a su hermana. 
Con el tiempo ellos descubren que él fue el asesino. Había sobornado a un grupo de soldados corruptos para que lo hiciesen, hacerles luego pasar por guerrilleros y así poder luego robarles sus esmeraldas. También descubren que él estaba haciendo eso con frecuencia como parte de un plan de utilizar esas esmeraldas robadas para conseguir otra vez entrar en el negocio de los diamantes, del cual él fue expulsado 11 años antes por haber comprado y vendido premeditadamente diamantes robados teniendo además la adicional pena de muerte, si quisiese volver otra vez a ese negocio. Adicionalmente descubren, que Argenti quiere casarse con Holbrook para que su padre, un vendedor de diamantes, le ayude a volver otra vez a ese negocio. Finalmente descubren, que tiene una magnífica y espectacular colección de esmeraldas en la sede central de su empresa en Bogotá y, en venganza, ellos deciden robárselas. 
Con la ayuda de aliados, que son guerrilleros y que también buscan vengarse de Argenti por sus actuaciones criminales que afectan también a sus negocios con esmeraldas, ellos tienen éxito con ello. También consiguen matar a los soldados corruptos que mataron a Kerry y que pretendían continuar con sus actuaciones criminales en favor de Argenti. Sin embargo ellos pierden más tarde las esmeraldas durante la huida a causa de imprevistos, mientras que ambos son perseguidos por Argenti y sus secuazes más cercanos por lo que hicieron.   
Finalmente se enfrentan con ellos en una isla aislada en el mar en Florida, donde, en un enfrentamiento mortal, ellos pueden matar a los secuaces de Argenti, mientras que Argenti, de forma imprevista, es asesinado por un agente del negocio de diamantes, que se hizo pasar como asociado y amigo suyo, Jaap, por haber querido volver otra vez a ese negocio. Después de ello Jaap se marcha, mientras que Holbrook, que replica el amor de Wiley, y Wiley se van a Nueva York para empezar una nueva vida allí.  

## Reparto
- Ryan O'Neal - Joseph Wiley
- Anne Archer - Holbrook
- Omar Sharif - Meno Argenti
- John Larroquette - Claude
- Michael Sheard - Jaap
- Domingo Ambriz - Miguel
- Philip Stone - Joachim Kellermann
- Tara Fellner - Kerry

## Producción
La película fue rodada en México. El director original, Anthony Simmons, dejó el proyecto durante el rodaje y fue reemplazado por Ernest Day, el segundo director de unidad. Fue financiada por Lew Grado quien la llamó "una bastante buena películita, pero al final, demasiado como una película de televisión".

### Banda sonora
La banda sonora fue grabada por Bill Wyman, que fue su primera obra musical para una película de cine. Fue estrenada como álbum con el título Hielo Verde. La banda sonora contiene 18 canciones originales.